# Mohawk (Schiff, 1938)
HMS Mohawk (F31) der Royal Navy (RN) war ein Zerstörer der zweiten Tribal-Klasse.
Sie wurde am 16. April 1941 vor den Kerkenna-Inseln an der Ostküste Tunesiens vom italienischen Zerstörer Luca Tarigo mit zwei Torpedos in einem Gefecht um einen Geleitzug versenkt.

## Geschichte des Schiffes
Das Schiff wurde am 16. Juli 1936 bei der John I. Thornycroft & Co. (Woolston, Hampshire) auf Kiel gelegt, am 5. Oktober 1937 vom Stapel gelassen und am 7. September 1938 in Dienst gestellt. Den Namen des nordamerikanischen Indianerstammes der Mohawk, von denen viele auch in Kanada leben, hatte 1907 schon eines der Boote der ersten Tribalklasse erhalten, das von 1908 bis 1919 im Dienst der Royal Navy gewesen war.

Am 13. Oktober 1938 traf die neue Mohawk in Malta ein und verstärkte die mit Afridi und Cossack im Aufbau befindliche Tribal-Flottille bei der Mittelmeerflotte. Im November machte sie eine Fahrt mit dem britischen Botschafter in der Türkei von Kap Helles nach Istanbul. Nach Besuchen in der Ägäis kehrte der Zerstörer zum Weihnachtsfest nach Malta zurück. Dort wurde die Kennung des Schiffes von L31 in F31 verändert.
Nach kurzer Teilnahme an den Großmanövern von Home Fleet und Mittelmeerflotte vor Gibraltar wurde die Mohawk im März 1939 für die Neutralitätsüberwachung an der spanischen Mittelmeerküste eingesetzt. Am 23. März rettete sie vor Barcelona fünf Deutsche der Legion Condor nach dem Absturz eines Seeflugzeugs.
Im April wurde die Tribal-Flottille im Mittelmeer in „4. Zerstörerflottille“ umbenannt, zu der noch die Afridi, Cossack, Gurkha, Nubian, Sikh und Zulu gehörten.

### Kriegseinsätze
Beim Kriegsbeginn im September 1939 gehörte die Mohawk mit Afridi, Gurkha und Sikh zu den Einheiten, die italienische Reaktionen im Roten Meer beobachten und gegebenenfalls deutsche Handelsschiffe aufbringen sollten. Im Oktober verlegte sie dann, wie alle Schiffe der 4. Zerstörerflottille, nach Großbritannien und traf über Malta und Gibraltar am 13. in Harwich ein.

Mit einem Küstengeleitzug nach Norden gelaufen, wurde die Mohawk am 16. Oktober im Firth of Forth neben den Kreuzern Southampton und Edinburgh von Junkers Ju 88 der I. Gruppe des Kampfgeschwaders 30 angegriffen. Zwei nah am Schiff explodierende Bomben führten mit ihren Splittern zu erheblichen Verlusten im Brückenbereich. 15 Mann starben, darunter der Kommandant, und weitere 30 wurden verwundet.
Nach einer Behelfsreparatur in der Marinewerft in Rosyth ging die Mohawk zum Tyne, wo bei Hawthorn Leslie in Hebburn bis Mitte Dezember die Instandsetzung erfolgte. Auf ihrer ersten Kontrollfahrt in der Nordsee am 15. Dezember mit Kelly erlitt diese Schäden durch eine Minenexplosion und wurde von Mohawk zum Tyne eingeschleppt.
Am 7. April 1940 gehörte die Mohawk zu den ersten Einheiten der Royal Navy, die zur Klärung der deutschen Flottenbewegungen vor Norwegen in See gingen. Zum ersten Verband gehören noch die Schwesterschiffe Afridi, Gurkha, Sikh, Zulu und Cossack, die Zerstörer Kashmir und Kelvin, die Kreuzer Aurora und Galatea sowie die polnischen Schiffe Grom, Blyskawica und Burza. Schließlich gehörte die Mohawk zum Angriffsverband gegen Bergen mit sechs Schwesterschiffen und fünf Leichten Kreuzern, der sich zurückzog, als er am 9. südwestlich Bergen von 47 Ju 88 des KG 30 und 41 Heinkel He 111 des KG 26 angegriffen wurde, die den Zerstörer Gurkha versenkten und die Kreuzer Southampton und Glasgow durch Naheinschläge beschädigten.
Erneut vor Norwegen überstand die Mohawk am 13. erneute Luftangriffe in Ålesund unbeschädigt. Am 14. war sie bei den ersten alliierten Landungen in Namsos beteiligt. Am 28. eskortierte sie dann mit Afridi, Sikh, Witherington und Amazon vier Transporter aus Molde und Andalsnes zurück nach Großbritannien. Letzter Einsatz vor Norwegen war die Sicherung der als Truppentransporter eingesetzten, ehemaligen Fähre Royal Ulsterman nach Mo am 4. Mai.

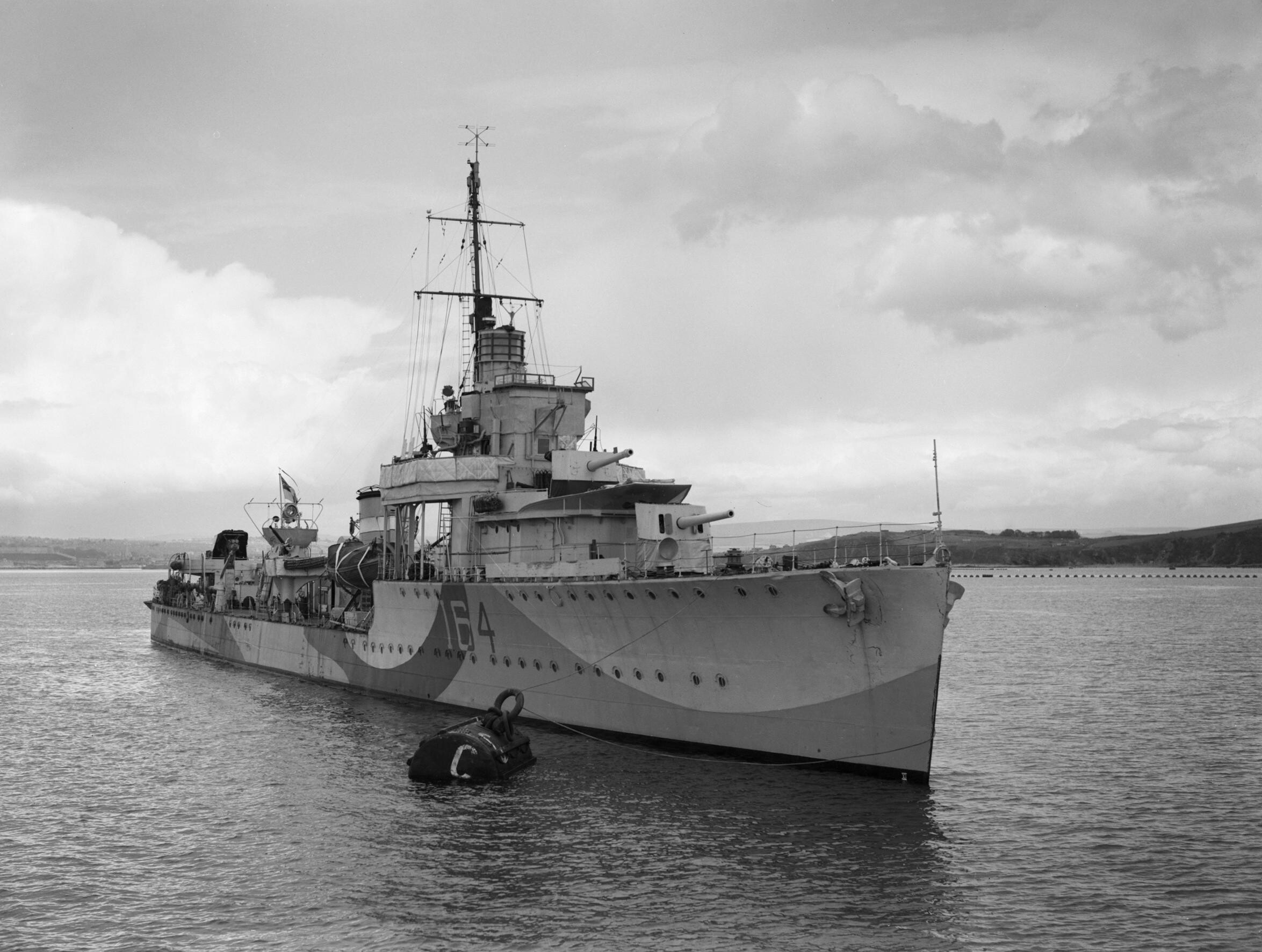
HMS Vansittart

Am 10. Mai 1940 wurde die Mohawk dem Nore Command in Süd-England zugeteilt, um am 11.
mit dem alten Zerstörer Vansittart in Hoek van Holland britische Diplomaten und andere Offizielle und Flüchtlinge nach dem deutschen Angriff auf Belgien und die Niederlande nach Großbritannien zu evakuieren. Das am 12. zurückgekehrte Schiff wurde am 14. endgültig von der Home Fleet abgezogen und wieder der Mittelmeerflotte zugeteilt wie gleichzeitig das Schwesterschiff Nubian und die Zerstörer Hero, Hasty, Ilex, Imperial, Juno, Khartoum und Kingston. Nach Reparaturen an der Rudermaschine erreichte die Mohawk am 29. Mai Alexandria.

### Erneut im Mittelmeer
Am 10. Juni 1940 trat Italien in den Krieg ein. Mit den Kreuzern Capetown, Caledon und den Zerstörern Nubian, der australischen Vampire und der jetzt polnischen Garland sicherte die Mohawk bis zum Monatsende die Fahrt britischer und französischer Handelsschiffe von den Dardanellen und griechischen Häfen nach Port Said.
Die Mohawk nahm am 9. Juli 1940 an der Seeschlacht bei Punta Stilo teil, in der sie mit dem Schwesterschiff Nubian und drei weiteren Zerstörern das Flaggschiff Warspite sicherte. Die beiden Tribals sollten etwaige Torpedoangriffe der italienischen Flotte unterbinden. Im August verlegten sie dann mit der Janus ins westliche Mittelmeer nach Gibraltar, um erwartete Verstärkungen zur Mittelmeerflotte zu geleiten.
Ab dem 30. August sicherten die drei Zerstörer mit Hero, Hotspur, Gallant, Greyhound und Griffin (14. Zerstörerflottille) den Flugzeugträger Illustrious, das Schlachtschiff Valiant und die Flugabwehr-Kreuzer Coventry und Calcutta auf dem Weg von Gibraltar nach Alexandria. Bis zum 1. September sicherte der Verband auch noch die in Gibraltar stationierte Force H bis zur Straße von Sizilien, die der Überführungsverband allein passierte. Am 2. September nahm die Mittelmeerflotte die Schiffe auf. Am 5. September trafen alle Einheiten in Alexandria ein.

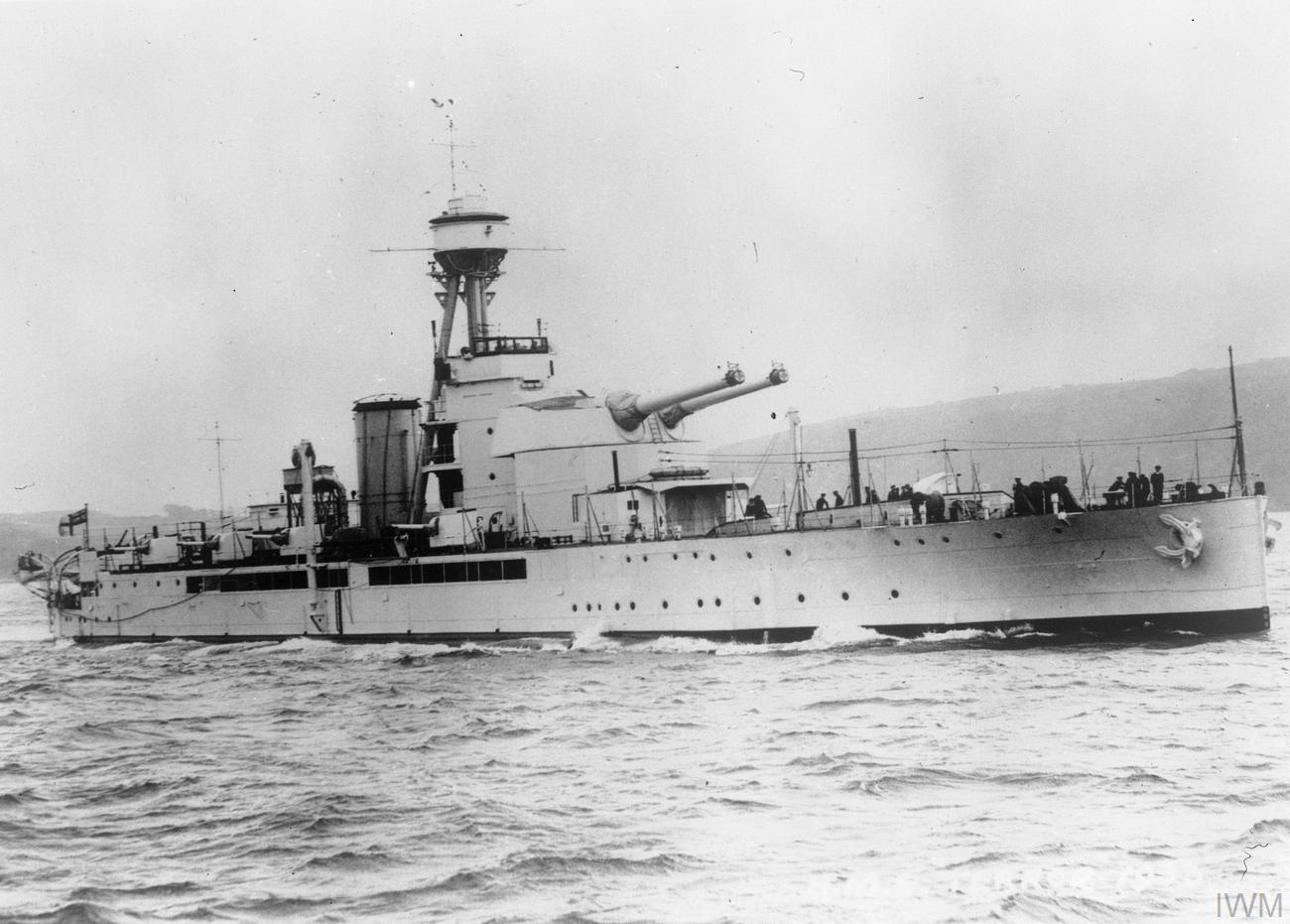
Der Monitor HMS Terror

Am 16. war die Mohawk Teil der Sicherung der Illustrious, die Luftangriffe auf Bengasi zur Unterstützung des Heeres durchführte. Mit der Nubian sicherte sie am folgenden Tag den Kreuzer Kent, der Bardia beschoss. Als der schwere Kreuzer einen Lufttorpedotreffer einer italienischen Savoia-Marchetti SM.79 der „279. Squadriglia Autonoma Aerosiluranti“ unter Carlo Emanuele Buscaglia erhielt, nahm die Nubian den Kreuzer in Schlepp. Mohawk blieb beim Schleppzug, der am 19. Alexandria erreichte.

Am 22. beschoss die Mohawk mit den Zerstörern Janus, Jervis und Juno einen Flugplatz und Truppenansammlungen bei Sidi Barrani und wiederholte diese Beschießungen am 25. September mit Hereward, Hyperion und Juno.
Bis zum Jahresende folgten weitere Unterstützungseinsätze für das Heer, unter anderem mit dem Monitor Terror, und Sicherungen der Einsätze der Flotte und der Konvois nach Malta.
Während der „Operation Excess“ zur Verstärkung der Insel Malta Anfang Januar 1941 lief der Zerstörer Gallant auf eine italienische Minensperre und musste von der Mohawk nach Malta eingeschleppt werden.
Im März 1941 nahm die Mohawk als 14. Zerstörer-Flottille unter Captain Mack mit Jervis, Janus und Nubian an der Schlacht bei Kap Matapan teil. Sie kontrollierten die sinkenden italienischen Schiffe und versenkten den schweren Kreuzer Pola nach Übernahme der Restbesatzung endgültig.

### Das Ende derMohawk

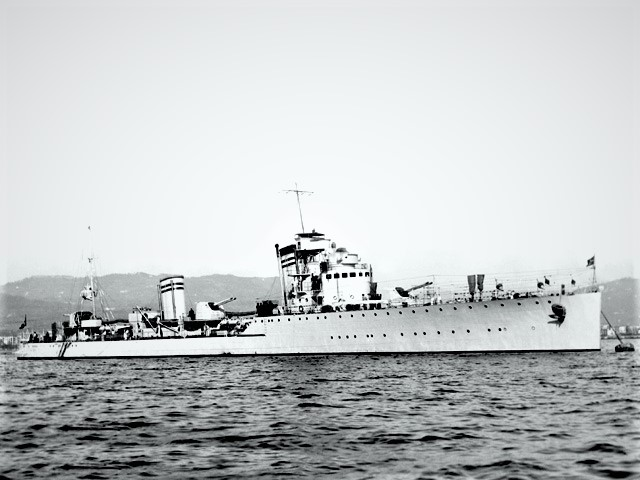
Das Schwesterschiff Nicolo Zeno der Luca Tarigo

Am 10. April 1941 verlegten die vier Zerstörer der 14th DF nach Malta, um von dort den Geleitverkehr nach Nordafrika anzugreifen. Nach zwei erfolglosen nächtlichen Suchfahrten, suchten sie am Abend des 16. einen von der Luftaufklärung gemeldeten italienischen Geleitzug. Nahe der tunesischen Ostküste entdeckten sie
den aus den deutschen Frachtern Adana (4205 BRT), Aegina (2447 BRT), Arta (2452 BRT), Iserlohn (3704 BRT) und der italienischen Sabaudia (1590 BRT) bestehenden Geleitzug für das Deutsche Afrika-Korps, der von den italienischen Zerstörern Luca Tarigo (Navigatori-Klasse, 1929, 1900 ts) sowie Baleno und Lampo (Folgore-Klasse, 1932, 1220 ts) gesichert wurde.
Jervis, Janus, Nubian und Mohawk vernichteten den Geleitzug vollständig.

Die Mohawk wurde allerdings von zwei Torpedos der Luca Tarigo getroffen und sank am 16. April 1941 vor den Kerkenna-Inseln auf der Position 34° 56′ 0″ N, 11° 42′ 0″ O. 43 Besatzungsmitglieder verloren ihr Leben. Das Vorschiff ragte beim Untergang aus dem Wasser. Nachdem Janus und Nubian die Überlebenden aus dem Wasser geborgen hatte, versenkte Jervis mit Artillerie das Vorschiff. Später konnten italienische Taucher aus dem Wrack noch wertvolle Dokumente bergen.

Die Überlebenden der Mohawk werden in den folgen Tagen von der Nubian nach Alexandria gebracht.

## Erneute Namensverwendung
Ab Ende 1963 hatte die Royal Navy mit der sechsten Fregatte der dritten Tribal-Klasse (Typ 81) wieder eine Mohawk (F125) im Dienst. Das bei Vickers in Barrow gebaute Schiff wurde 1981 zum Kauf angeboten und dann verschrottet.